# خرمای مضافتی
خرمای مَضافتی یکی از ارقام خرماست که تنها در ایران کشت و برداشت می‌شود. استان کرمان بزرگ‌ترین تولیدکننده‌ی این خرما در سطح دنیا به‌شمار می‌آید. این خرما در بعضی کشورها مانند هند با نام کیمیا شناخته میشود.
خرمای مضافتی یا همان خرمای معروف بم به صورت تازه بین ۲۰ الی ۲۵ درصد رطوبت دارد.این نوع خرما با توجه به رطوبت بالا به عنوان خشکبار محسوب نشده و شرایط نگهداری آن در دمای بین -۵ تا ۵ درجه سانتی‌گراد می‌باشد، در حال حاضر این خرما در برندهای مختلف در بازارهای داخلی کشور ایران و بازارهای بین‌المللی به فروش می‌رسد. هر چند که اکثر صادرات به کشورهای مسلمان برای ماه رمضان است.
درخت خرمای مضافتی تقریباً در ماه‌های پایانی زمستان بارور شده و بعد از تولید خوشه خرما به صورت دستی با طارونه (کریشکو به زبان محلی) گرده افشانی می‌گردد و طی مدتی تقریباً طولانی به رنگ‌های مختلف تبدیل شده و در آخرین مرحله جمع‌آوری خرما آغاز شده و تا پایان تابستان ادامه دارد.
در سال ۹۴ ارزآوری خرما باغ شهر بم معادل ۳٫۵ میلیون بشکه نفت بوده‌است و این ظرفیت می‌تواند جایگزین بسیار مناسبی بر نفت باشد.

## خاستگاه
خاستگاه اصلی خرمای مضافتی، استان کرمان است. شهر بم با تولید  حدود 50 هزار تن رطب در سال، یکی از عمده ترین تولید کننده گان مرغوب‌ترین رطب مضافتی ایران می باشد. پیوند رطب و شهر بم به قدری ناگسستنی است که نام این رطب همواره با نام شهر بم ادغام شده و با نام رطب مضافتی بم در میان مردم شهرت پیدا کرده‌است.  فهرج، عنبرآباد، قصرقند، نیکشهر،نرماشیر، بروات، ریگان، کهنوج، حاجی‌آباد و سراوان و رودبار جنوب هم از تولید کننده گان رطب مضافتی در ایران می باشند که رطب مضافتی با کیفیت قصر قند و نیکشهر ، جیرفت، عنبرآباد توسط تجارخریداری و به نام رطب مضافتی بم به فروش می رسد . جالب است بدانید که خرما مضافتی در حاجی‌آباد به صورت خارک و خوشه‌ای برداشت می‌شود و با دارا بودن طعم گس خاص خود، به خارک مضافتی مشهور است.

## خواص و ویژگی‌ها
خرمای مضافتی به شکل بیضی و دارای بافتی نرم و شیره‌دار است. پوست رطب مضافتی به رنگ مشکی، براق، صاف و نازک است. این پوست به راحتی از گوشت رطب جدا می‌شود. هر چه رنگ رطب مضافتی سیاه‌تر باشد، مردم تمایل بیشتری به خرید آن دارند اما رنگ رطب از ابتدا سیاه نیست. رطب ابتدا قرمز رنگ است و کم‌کم قهوه‌ای روشن و سپس قهوه‌ای تیره می‌شود. در نهایت به رنگ بنفش خیلی سیر و مشکی در می‌آید. هسته این خرما برخلاف اکثر خرماهای دیگر مانند کبکاب، خاصویی و پیارم از گوشت جداست.
یک ویژگی منحصر به فرد برای رطب مضافتی وفور پتاسیم در این رطب است. به همین دلیل است که این رطب برای درمان کمبود پتاسیم توصیه می‌شود. اغلب مردم ایران در ماه رمضان اقدام به خرید این خرما می‌کند، زیرا هر حبه آن می‌تواند توانایی انسان را در تحمل گرسنگی افزایش دهد. امروزه با افزایش ساعات کاری مردم کمتر می‌توانند زمانی را صرف نهار خوردن بکنند. در این شرایط با مصرف چند دانه از این خرما می‌توان انرژی بدن را برای ساعاتی طولانی تأمین کرد.
رطوبت فراوان موجود در این خرما، این محصول را از دسته خشکبار به دسته مواد غذایی انتقال داده‌است. یکی از دلایل مهم مصرف این رطب در ماه رمضان، تأثیر آن بر رفع خستگی ناشی از روزه گرفتن است. تأثیر خرما مضافتی بر درمان بیخوابی و کم‌خوابی نیز به اثبات رسیده‌است.
همچنین پماد هسته خرمای مضافتی علاوه بر درمان بیماری تورم پلک، به رشد مژه‌ها کمک می‌کند. در کنار این‌ها خرمای مضافتی را اکسیر جوانی می‌دانند. دلیل این نامگذاری تأثیر بی‌نظیر این خرما بر زیبایی پوست و مو است.
بیش از نیمی از حجم کل تولید خرمای ایران به تولید خرمای مضافتی اختصاص دارد. هند و کشورهای آسیای شرقی مانند مالزی و اندونزی از مشتریان اصلی خرمای مضافتی ایران به شمار می روند.